# Csillagpor (film)
A Csillagpor (Stardust) 2007-ben bemutatott brit–amerikai fantasy Matthew Vaugh rendezésében. A film alapjául Neil Gaiman azonos című regénye szolgált, amelyet Charless Vess illusztrált, és amelyet eredetileg a DC Comics jelentetett meg. A szereplők között van Robert De Niro, Michelle Pfeiffer, Claire Danes és Peter O’Toole is.

## A szereplők
| Szereplő             | Színész           | Magyar hang    |
| -------------------- | ----------------- | -------------- |
| Tristan Thorn        | Charlie Cox       | Miller Zoltán  |
| Yvaine               | Claire Danes      | Németh Borbála |
| Lamia                | Michelle Pfeiffer | Kovács Nóra    |
| Shakespeare kapitány | Robert De Niro    | Reviczky Gábor |
| Ferdy, az orgazda    | Ricky Gervais     | Csuja Imre     |
| Primus               | Jason Flemyng     | Holl Nándor    |
| Secundus             | Rupert Everett    | Kautzky Armand |
| Septimus             | Mark Strong       | Széles Tamás   |
| Király               | Peter O’Toole     | Kristóf Tibor  |
| Victoria             | Sienna Miller     | Roatis Andrea  |
| Narrátor             | Ian McKellen      | Végvári Tamás  |

## Történet
Anglia határában van egy Wall (fal) nevű falu. Alkalmasint arról kapta a nevét, hogy a határában egy fal húzódik, ami mögött különös birodalom rejtőzik, ahova senkinek sem szabad átmennie. Azonban még történetünk előtt sok évvel, egy ifjú kicselezve a falrés őrét, átment a túlsó birodalomba. Ellátogatott egy piacra, ahol találkozott egy fiatal nővel, aki valójában királylány volt, akit egy bűvös lánccal fogva tartott egy boszorkány. A csinos lány a fiúnak eladott egy hóvirágot egy csókért, majd behívta a lakókocsijába.
Az ifjú visszamegy a falujába, és kilenc hónap elteltével egy gyereket juttatnak el hozzá, a király lánya küldi el a fiát, akit Tristánnak hívnak. Amikor a fiú felnő, apja átadja neki azt a levelet, amit az anyja írt neki, amikor az apjához küldte egy kosárban. A levéllel együtt anyjától ajándékot is kap, egy „babilongyertyát”, ami oda viszi azt, aki meggyújtja, ahova az illető csak szeretné.
A fal túloldalán lévő királyság, Viharfok királya haldoklik, és fiai valamelyike örökli a trónt. Apjuk úgy dönt, az lehet a király, aki megszerzi a rubin nyakláncát, amit felhajít az égbe, és az a távolban lezuhan csillag képében. A testvérek a trónért könnyen megölik egymást, mint régen apjuk tette a saját testvéreivel. A halottak az élők számára láthatatlanul az események közelében maradnak (amihez néha megjegyzéseket fűznek), mivel csak akkor szabadulhatnak ebből az állapotból, ha Viharfoknak törvényes királya lesz. Ekkor már csak két testvér verseng a trónért.
A fal másik oldalán Tristan szinte menthetetlenül szerelmes a falu szépébe, Victoriába, aki azonban csak szórakozik vele, és valójában egy hét múlva hozzámegy egy Humphrey nevű férfihoz. De Tristan nem hagyja magát. Meghívja Victoriát, hogy beszélgessenek egy üveg pezsgő mellett. Csendesen pezsgőznek a fal mellett, mikor meglátják a hullócsillagot. Tristan megígéri Victoriának, hogy elhozza a hullócsillagot szerelmének bizonyításaként. Útra kel, és egy „babilongyertya” segítségével (amit az utazó gondolatai irányítanak) elrepül a hullócsillaghoz. Valójában nekirepül, és ledönti a lábáról. Ugyanis a nyaklánc leverte az égről szegény csillagot, akinek a megtestesülése egy fiatal lány, Yvaine.
A hullócsillagot három csúf boszorkány, Lamia és nővérei is szeretnék megszerezni, ugyanis ha a szívét megeszik, örök fiatalságot kapnak. Ezért egyiküket, Lamiát a csillag keresésére küldik, míg a másik kettő távolról segítik tanácsaikkal. Lamia egy 400 évvel korábban megszerzett csillag maradékát elfogyasztva megfiatalodik, így kel útra. Azonban minden varázslással, amit útközben alkalmaz, a fiatalsága rohamosan múlik. Lamia mindenfelé keresi a csillagot, végül csapdát állít Yvaine-nek egy fogadóban.
Közben Tristan hurcolja maga után Yvaine-t, aki nem igazán akar vele menni. Kiköti egy fához, hogy ő addig elmegy ételért. De Yvaine-t egy egyszarvú kiszabadítja, és Yvaine a boszorkány által megidézett csapda-fogadóhoz érkezik megpihenni. Tristan az egyik herceg segítségével eljut a fogadóba. Ott a herceget megölik, és Tristan újra rátalál Yvaine-re. A boszorkány felgyújtja körülöttük a házat, és innen csak a babilongyertya maradékával tudnak elmenekülni. Azonban mivel Yvaine is és Tristan is csak az „otthon”-ára gondol, ahova szeretne eljutni, így a kettő között, egy felhőn kötnek ki.
Itt talál rájuk Shakespeare kapitány és villámgyűjtő csapata. Ők az égből a villámokat gyűjtik, és azzal kereskednek. A kapitány befogadja léghajójára a két menekültet, és Tristant vívni, Yvaine-t táncolni tanítja. Végül kirakja őket 60 mérföldre a Faltól. Nem sokkal utána a kapitány hajóját megtámadja Septimus, az utolsó életben maradt herceg, de a kapitány emberei túlerőben vannak, Septimus-nak menekülnie kell.
Tristan és Yvaine egy vándorboszorkány segítségét kéri, aki a királylányt, Tristan anyját azóta is fogva tartja. Most is ott van nála, kék tollú madár képében, így nem tud nekik szólni. A boszorkány elviszi őket a fal melletti piacra és beülnek egy fogadóba, ahol Tristan ráébred, hogy most már Yvaine-t szereti. Másnap Tristan elmegy Victoriához, és megmondja neki, hogy már nem szereti. Yvaine azt hiszi, azért ment el, hogy Victoriát elvegye és ő is a falréshez indul. Nem tudja, hogy ha emberek területére lép, kővé változik. Azonban még idejében megállítja Tristan anyja, a királylány, akinek fogvatartóját, a vándorboszorkányt Lamia megöli. Lamia elviszi mindkét nőt feláldozni. Septimus lovon üldözi őket, majd Tristan is utánuk megy.
Septimus szembeszáll a boszorkányokkal, egyet megöl közülük, de végül meghal az egyik boszorkány keze által. Tristan kiszabadítja a boszorkányok által fogvatartott állatokat (amiket azért tartanak ott, hogy megöljék őket és a belsőségeikből jósoljanak) a ketreceikből és azok széttépik a második boszorkányt. Yvaine ragyogása elpusztítja a harmadik boszorkányt.
Tristan megtalálja a földön a rubin nyakláncot, így Tristan lesz Viharfok királya. Így uralkodnak ketten 80 évig Viharfokon. Gyermekeik és unokáik születnek, végül egy babilongyertya segítségével mindketten csillagokká válnak az égen.

## Háttér
2005 januárjában Matthew Vaughn rendező megszerezte a jogokat, hogy filmre vihesse Neil Gaiman Stardust című 1998-as fantasyregényét. A forgatókönyvet maga Vaughn és Jane Goldman írta meg az irodalmi mű alapján. 2005 októberében a direktor és a Paramount Pictures közötti tárgyalások végső fázisukba léptek, így Vaughn a rendezői feladatok mellett producerként is közreműködhetett a filmben. Mikor azt kérdezték tőle, hogyan inspirálta a könyv a filmről való elképzeléseit, azt felelte, egy A herceg menyasszonyát akart csinálni az Éjszakai rohanás modorában.
2006 márciusában a stúdió szerződtette Robert De Niro, Michelle Pfeiffer, Claire Danes, Charlie Cox és Sienna Miller színészeket, a forgatás megkezdését 2006 áprilisára tűzték ki, írországi és főként egyesült királyságbeli helyszíneken.

## Forgatási helyszínek
2006 áprilisának közepén megkezdődött a forgatás Wester Rossban, a Skót Felföldön, majd ezt követően Skye szigetén folytatódtak.
Több éjen és napon át folytak felvételek a Hertfordshire-ben található Ashridge House közelében lévő erdőben, 2006 júniusában. A nyár folyamán a Stowe Schoolban, Buckinghamshire-ben és a wiltshire-i Castle Combe faluban is rögzítettek jeleneteket. A forgatás 2006. július 13-án fejeződött be.
Helyszínül szolgált továbbá az Elm Hill Norwichban. A területet, mely ötvözi a Tudor-kori és a 11. századig visszanyúló középkori épületeket, a filmben szereplő Fal falvának utcáivá alakították. A Briton's Arms teaházból lett a Slaughtered Prince vendéglő. A tulajdonosoknak annyira megtetszett az új külső – köztük a bámulatos falfestmény és az új nádtető –, hogy a helyi tanácshoz és az English Heritage-hez (Angol Örökség) fordultak a megtartásáért, kérésüket azonban elutasították.

## Fogadtatás
A kritikusok többsége kedvezően fogadta a filmet, mely 76%-on áll a Rotten Tomatoes oldalán.

## Box office
A Csillagpor 2007. augusztus 10-én került a mozikba az Amerikai Egyesült Államokban. Első hétvégéjén 9,2 millió dollárt hozott, ami filmszínházanként közepes, 3610 dolláros átlagot jelent. A további hetekben jól tartotta magát, így több mint megnégyszerezte kezdőösszegét szeptember végére, ám ez így is csak alig több mint fele a 70 milliós költségvetésnek.
Észak-Amerikán kívül 2007 őszén mutatták be a filmet fokozatosan, első állomása az amerikai premierrel egy időben Oroszország és a FÁK volt, ahol jó eredményeket ért el. Messze kiemelkedik a többi közül az Egyesült Királyság, ahol a film 30 millió dollárnak megfelelő fontot gyűjtött; ez közel 32%-a a teljes nemzetközi (USA-n és Kanadán kívüli) bevételnek. A Csillagpor végül világviszonylatban 135 millió dolláros bevételt ért el.